# Lijst van brekingsindices
| Materiaal         | n bij λ=589.3 nm |
| ----------------- | ---------------- |
| helium            | 1,000036         |
| lucht bij STD     | 1,0002926        |
| koolstofdioxide   | 1,00045          |
| ijs               | 1,31             |
| water (20 °C)     | 1,333            |
| ethanol           | 1,36             |
| glycerine         | 1,4729           |
| rotszout          | 1,516            |
| polycarbonaat     | 1,59             |
| bromine           | 1,661            |
| glas              | 1,5 tot 1,9      |
| kwartsglas        | 1,4575           |
| kubisch zirkonium | 2,15 tot 2,18    |
| diamant           | 2,419            |
| galliumfosfide    | 3,5              |

De brekingsindex van materialen is afhankelijk van de golflengte; daarom moet ook steeds de beschouwde golflengte vermeld worden. Een gevolg hiervan is de chromatische aberratie van lenzen.
De brekingsindex is in mindere mate afhankelijk van onder andere de temperatuur, druk en mechanische spanning. Ook speelt de samenstelling van de stof een rol (bijvoorbeeld door dopering).